# Panzerbrigade 107
De Duitse Panzerbrigade 107  was een Duitse Panzerbrigade van de Wehrmacht tijdens de Tweede Wereldoorlog. De brigade werd alleen ingezet in de Peel in de herfst van 1944, tijdens o.a. Operatie Market Garden en de Slag om Overloon. 

## Krijgsgeschiedenis

### Oprichting
Panzerbrigade 107 werd opgericht op 28 juli 1944 op Oefenterrein Milau in Wehrkreis I uit resten van de bij Heeresgruppe Mitte vernietigde 25e Pantsergrenadierdivisie.
Het overgrote deel van het personeel kwam uit vervangingseenheden. De Panzerabteilung 2107  ontstond uit de resten van Panzerabteilung 125 en van o.a. Reserve-Panzerabteilung 8. De Staf van de brigade en het Panzergrenadierbataljon 2107 ontstonden uit restdelen van de 25e Pantsergrenadierdivisie. 

### Inzet

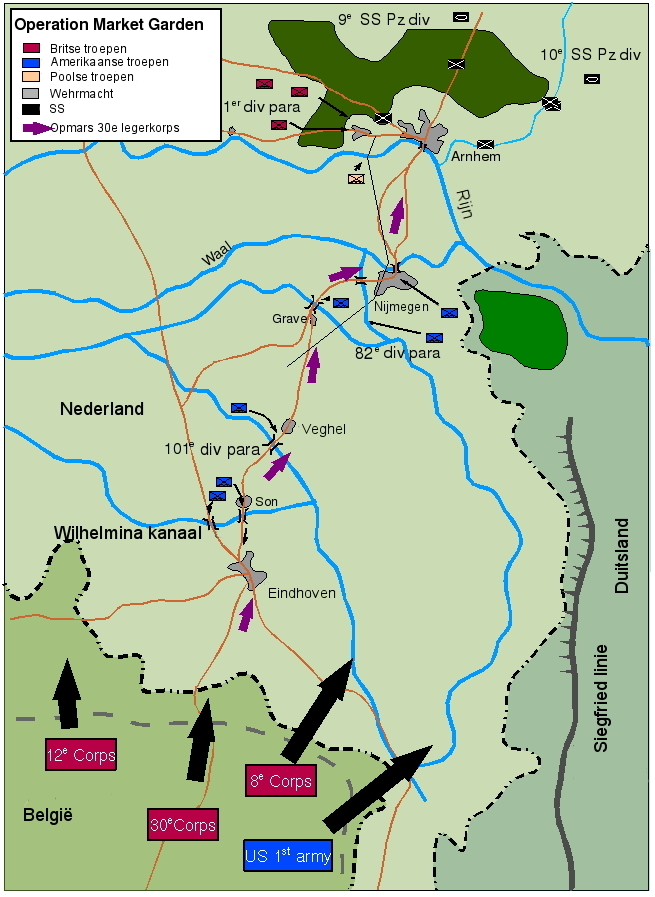
Plan Market-Garden, met de posities van de bruggen bij Son en Veghel duidelijk

Vanaf 15 september 1944 werd de brigade, alhoewel bedoeld voor het Oostfront, per spoor naar OB West verplaatst. De brigade zou ingezet moeten worden bij de tegenaanval van het 5e Pantserleger in het gebied rond Épinal. De brigade werd echter omgeleid naar Venlo-Roermond. Daar werd de brigade met zijn belangrijkste delen gelost op de avond van 18 september 1944 en op 19 september was het lossen voltooid. Diezelfde dag marcheerde de brigade onder constante luchtaanvallen over de Maas naar het Zuid-Willemsvaart. De reden was een aanvalsbevel van het 86e Legerkorps van 18 september 1944. Dit was in strijd met de belofte om de brigade in zijn geheel in te zetten.
De brigade trok via Helmond naar Son en viel daar de rechterflank van het naar Nijmegen en Arnhem oprukkende Britse 2e Leger aan. Alle aanvallen in de herfst van 1944 waren gericht op deze lange rechterflank. De Britten probeerden de brug over het Wilhelminakanaal, die door Duitse troepen was opgeblazen, te vervangen door een oorlogsbrug. De brigade probeerde deze brug te bereiken op 19 september, maar dat lukte niet. Het lukte de brigade echter wel om de brug en de weg onder vuur te houden, waardoor de Britse opmars werd vertraagd. Onder druk van Amerikaanse tegenaanvallen moest de brigade op 20 september 1944 zijn greep op Son opgeven en 3 kilometer naar het oosten, naar Nuenen uitwijken. Vanwege gebrek aan brandstof moesten sommige tanks worden opgeblazen.
Op de avond van 21 september 1944 kreeg de brigade de opdracht om naar Bakel te verplaatsen. Ze zou deelnemen aan een aanval van Kampfgruppe Walther. Naast de brigade omvatte dit een SS-ad-hoc-infanteriebataljon, een vervangingsbataljon, een artillerie-abteilung en luchtafweer-abteilung. De taak van Kampfgruppe Walther was om de Britse oprukroute van Eindhoven naar Nijmegen bij Veghel aan de Zuid-Willemsvaart te onderbreken, en zo een verbinding tot stand te brengen met de Duitse 59e Infanteriedivisie, die vanuit het westen aanviel. Daarmee zou de Britse corridor doorgesneden worden. De operatie was vergelijkbaar met die van de brigade tegen de brug van Son, maar nu waren de verliezen veel groter. In mistig weer volgde de aanval van de Kampfgruppe met de brigade op de ochtend van 22 september 1944 naar de zuidelijke rand van Veghel. Daar bleef de aanval steken onder moordend vijandelijke anti-tank en artillerievuur. Opnieuw had de brigade het doel in zicht, beheerste de opmarsweg van het Britse 2e Leger en dwong deze zijn troepen te hergroeperen. Het vertraagde de opmars van de Britten, maar kon deze niet stoppen.
De brigade viel nog twee keer aan. De eerste keer in de nacht van 22 op 23 september, de tweede keer op 23 september. De aanvallen liepen telkens vast op de sterker wordende geallieerden, met grote verliezen aan mensen en materiaal. De commandant van de Panzerabteilung 2107, majoor von Plüskow, viel in de strijd. Na de derde aanval lanceerde de vijand een tegenaanval met tanks. De commandant van het Panzergrenadierbataljon 2107, kapitein Wild sneuvelde ook. Uiteindelijk werd de brigade in de middag van 23 september gedwongen tot de verdediging over te gaan. Nieuwe luchtlandingen versterkten de geallieerden en dwong de brigade 's avonds 6 tot 10 kilometer naar het zuidoosten terug te trekken en verdedigde zich daar op 24 september 1944 tegen de achtervolgende vijand.
Vanwege de verliezen op 23 september 1944 was de brigade zo verzwakt dat deze geen verdere activiteiten ondernam om de Britse opmarsweg te onderbreken. De brigade ging nog 6 kilometer terug naar Gemert en nam een verdedigingspositie rond deze plaats in, maar werd daar niet aangevallen. De verdere ontwikkelingen werden gekenmerkt door de aanvoer van sterke geallieerde troepen. Ze duwden de Duitse troepen zo ver van hun hoofdopmarsweg,  dat deze buiten hun bereik lag. De brigade rukte op 25 september 1944 naar Overloon om de linkervleugel van de Kampfgruppe te beschermen tegen het gevaar van omsingeling. Omdat de brigade een derde van haar personeel en veel officieren had verloren, had het een pauze nodig in de strijd voor reorganisatie en reparaties. Dit werd haar echter niet gegund. De opdracht voor een nieuwe missie bereikte de brigade al tijdens de mars. Het doel was het gebied rond Oploo. Daar moest de brigade een defensieve positie innemen rond de plaats, als onderdeel van een grotere versperring die reikte tot aan de Maas. De vijand was te verwachten uit het noorden en noordwesten.
Op 27 september begon de aanval van de 7e Amerikaanse Pantserdivisie, die plaatsvond met grote superioriteit in personeel, wapens en munitie. De brigade moest verschillende keren tegenaanvallen uitvoeren. Op 29 september ging Oploo verloren. De nieuwe stelling lag nu bij Overloon. Op 30 september had de brigade een sterkte van 1975 man, met 19 Panthers, 7 Jagdpanzer IV's  en Flakpanzers en 133 halfrupsvoertuigen. Een doorbraak van de Amerikanen ten noorden van het dorp werd op 1 oktober 1944 afgegrendeld in een tegenaanval door het Panzergrenadierbataljon 2107, opnieuw met hoge eigen verliezen. De brigade leed steeds meer onder de fragmentarische inzet van haar troepen tijdens de zware gevechten rond Overloon.
Op 12 oktober 1944 werden de Panzergrenadiers nog eenmaal compleet in de strijd geworpen. Slechts zeven manschappen kwamen hiervan terug op 16 oktober 1944, de rest was gewond of gedood. Het Panzergrenadierbataljon had het meest geleden in deze gevechten. In de tweede helft van oktober 1944 ontving het bataljon personele vervangingen in een rustpositie ten oosten van de Maas, maar het bataljon werd opnieuw ingezet vóór eind oktober; dit keer echter in een secundaire linie in het Reichswald en zonder contact met de vijand. Bovendien creëerde het verspreide gebruik van de afzonderlijke brigadedelen in de defensieve strijd rond Overloon en na de val daarvan rond het bruggenhoofd van Venlo zich tot een puinhoop die nauwelijks kon worden ontrafeld. Op 31 oktober had de brigade toch nog een sterkte van 1977 man, 11 Panthers, 8 Jagdpanzers en Flakpanzers en 134 halfrupsvoertuigen. Uiteindelijk werden op 4 november 1944 de delen van de brigade uit het bruggenhoofd van Venlo teruggetrokken, verzameld en overgebracht naar Kaldenkerken ten oosten van de Maas. Per spoor bereikten ze het Oefenterrein Baumholder.

### Einde
Panzerbrigade 107 werd op 7 november 1944 opgeheven op Oefenterrein Baumholder om de 25e Pantsergrenadierdivisie weer opnieuw op te richten.  Staf en Pz.Gren.Btl. werden Staf en I./Pz.Gren.Rgt. 119, de Pz.Abt. werd Pz.Abt. 5 van deze divisie

### Slagorde
- Panzerabteilung 2107 met 4 compagnieën (3 Panther tank compagnieën (38 stuks), 1 Jagdpanzer IV compagnie (11 stuks))
- Panzergrenadierbataljon 2107 met 5 compagnieën
- Brigade-eenheden met nummer 2107

## Commandanten
| Rang  | Naam                                 | Begin           | Eind            |
| ----- | ------------------------------------ | --------------- | --------------- |
| Major | Berndt-Joachim Freiherr von Maltzahn | 28 juli 1944    | 13 oktober 1944 |
| Major | Heinrich Volker                      | 13 oktober 1944 | 7 november 1944 |